# Macleania angulata
Macleania angulata là một loài thực vật có hoa trong họ Thạch nam. Loài này được Hook. mô tả khoa học đầu tiên năm 1843.